# The Test of Honor
The Test of Honor è un film muto del 1919 diretto da John S. Robertson.

## Produzione
Il film fu prodotto dalla Famous Players-Lasky Corporation con il titolo di lavorazione The Malefactor.

## Distribuzione
Distribuito dalla Paramount Pictures e dalla Famous Players-Lasky Corporation, uscì nelle sale cinematografiche statunitensi il 6 aprile 1919. In Venezuela, venne ribattezzato Prueba de honor.